# Spoed (seizoen 8)
Reeks 8 van Spoed werd voor de eerste keer uitgezonden tussen 29 augustus 2005 en 21 november 2005. De reeks telt 13 afleveringen.

## Hoofdcast
- Leo Madder (Luc Gijsbrecht)
- Gert Lahousse (Bob Verly)
- Carl Ridders (Koen Laenen)
- Kurt Rogiers (Filip Driessen)
- Christel Van Schoonwinkel (Kathy Pieters)
- Arlette Sterckx (Lies Weemaes)
- Magda Cnudde (Bea Goossens)
- Ann Van den Broeck (Iris Van de Vijver)
- Hans Van Cauwenberghe (Karel Staelens)
- Joachim Noels (Sven Ongena)
- Karina Mertens (Ellen Van Poel)
- Sven De Ridder (Steven Hofkens)

## Vaste gastacteurs
(Personages die door de reeksen heen meerdere keren opduiken)
- Chadia Cambie (Melinda De Cock)
- Karolien De Beck (Britt De Poorter)
- Peggy De Landtsheer (Marijke Willems)
- Marianne Devriese (Anja)
- Jos Dom (André Maenhout)

## Verhaallijnen
Na het vertrek van Patrick komt dokter Koen Laenen op de afdeling werken. Steven maakt het stagiair-dokter Sven Ongena niet gemakkelijk. Iris maakt zich zorgen om Laura, een patiëntje dat met ernstige kneuzingen is binnengebracht. De echtscheiding van Luc en Marijke is rond. Bob loopt op wolkjes. Britt is namelijk zwanger. Ze weten dat er een overplaatsing moet volgen, maar Britt heeft al werk gevonden op de pediatrie. De ex-vrouw van Karel krijgt een ongeval. Ze sterft, wat betekent dat Karel nu alleen voor de opvoeding van zijn kinderen moet opdraaien. Sven is verliefd op zijn stagebegeleidster Kathy. Ze kussen, maar worden betrapt door Bea. Zij wil dat Sven weet dat Kathy HIV heeft. Hij heeft het hier moeilijk mee. Na 7 maanden zwangerschap moet Lies een spoedkeizersnede ondergaan. De overlevingskansen van de baby zijn klein. Door het constante geruzie ziet Luc zich genoodzaakt om Koen te ontslaan. Steven ergert zich aan het grote aantal stagiairs. Sven begaat een fout door een diamanten ring te aanvaarden van een patiënte die hem wilde bedanken voor de goede zorgen. Luc schorst hem. In zijn plaats komt stagiair-dokter Ellen Van Poel. Hofkens wordt, zeer tegen zijn zin, haar stagebegeleider. Nochtans is Ellen zeer vlijtig en bekwaam. Bob is al direct een grote fan van haar. Mel denkt dat er iets aan de hand is met Iris, ze doet inderdaad raar maar wil er met niemand over praten. Er zijn problemen met haar broer Ivan. Door het vertrek van Koen is er weer een nieuwe dokter nodig, dus gaat dokter Filip Driessen aan de slag. Wel niet voltijds, want hij is gevraagd om één keer in de week een medisch televisieprogramma te presenteren. Het zoontje van Lies moet geopereerd worden. Het blijft afwachten of de kleine Ben zal overleven. Luc heeft het niet zo op Filip. Hij geeft hem een uitbrander omdat hij hem betrapt heeft op GSM-gebruik en bovendien pikt hij het niet dat Filip vaak homeopathische middelen voorschrijft. Bob en Ellen voelen zich steeds meer tot elkaar aangetrokken. De eerste aflevering van het medische televisieprogramma komt op antenne. Op de spoeddienst wordt de aflevering met veel belangstelling gevolgd. Vooral Steven kan zijn jaloezie niet verbergen. Bea betrapt Bob en Ellen en ze tikt hem zwaar op de vingers. Kathy heeft last van vermoeidheid en ze laat bloed prikken. Luc is boos op Filip omdat hij tijdens een interventie de pers te woord heeft gestaan, maar Filip laat zich niet uit zijn lood slaan. Iris vertelt Luc eindelijk waarom ze uit Afrika is weggegaan: haar broer misbruikte Afrikaanse meisjes. Luc overtuigt haar om hem te laten oppakken. De relatie tussen Luc en Filip verbetert ook en Luc stemt toe om op tv te komen getuigen over zijn prostaatprobleem. Britt en Bob hebben ruzie en even later moet ze in het ziekenhuis worden opgenomen. Zo komt zijn affaire met Ellen aan het licht. Britt wil niets meer met hem te maken hebben.

### Seizoensfinale
Bob heeft een appartementje gehuurd en stelt Ellen voor om bij hem in te trekken. Door haar reactie beseft hij dat hij niets meer is dan een speeltje voor haar. Karel raakt in paniek als er een oproep binnen komt van de school van zijn kinderen. Filip wordt tijdens het werk gevolgd door een cameraploeg. Luc vindt het niet kunnen dat dit niet eerst met hem besproken is. Ellen krijgt te maken met een handtastelijke patiënt, die ze het zwijgen oplegt door een goedgeplaatste schop. Luc vindt dit onacceptabel en schorst haar. Steven vindt dit onrechtstreeks ook een aanval op hem, en na een discussie stookt hij iedereen op om Luc te negeren. Enkel Iris heeft het hier moeilijk mee. Luc weet niet wat er gebeurt als Kathy na een interventie niet vertelt hoe de toestand van de patiënt is. Iris vertelt hem waarom iedereen hem negeert. Hij roept Steven en Ellen samen om alles uit te leggen. Daarna krijgt Luc midden in de gang een hartinfarct. Iris, Steven en Bob proberen hem erdoor te krijgen, maar zijn toekomst is onzeker.